# انفعال جماعي
يشير مصطلح الانفعال الجماعي إلى الأمزجة، والمشاعر والتأثيرات المزاجية لجماعة من الناس. فمن الممكن رؤيته إما بوصفه كيانًا انفعاليًا يؤثر على الحالات الانفعالية للفرد (أعلى أسفل) أو مجموع حالات الفرد الانفعالية (أسفل أعلى).

## نهج أعلى أسفل
يرى هذا الرأي أن العمليات الديناميكية للجماعات مسؤولة عن حالة الشعور المحير التي تؤثر على مشاعر الأعضاء وسلوكياتهم. وهذه النظرة، بأن الجماعات لها وجود بوصفها كيانات خارج الشخصيات التي تتألف منها، نظرة لها عدة زوايا.

### التأثيرات على الأفراد
تم تصوير إحدى زوايا هذا النهج في الأبحاث المبكرة مثل لو بون  وسيغموند فرويد  الذي رأى وجود تأثير عام للحشد أو الجماعة يجعل أعضاء هذه الجماعة «يشعرون، ويفكرون، ويتصرفون» باختلاف بحيث يبدو وكأنهم منعزلون. إن إعادة التأكيد على الانتماء لحشد يجعل الناس يذهبون في تصرفاتهم إلى حد التطرف. كما أن التماثل الشديد في المشاعر له تأثير طاغي ويتسبب في أن ينجرف الناس انفعاليًا للانضمام للجو الجماعي. وبالتالي، يؤدي تأثير الجماعة إلى المبالغة في المشاعر.

### الأعراف
يدرس جانب آخر من منظور الجماعة ككل قوى الأعراف التي تفرضها الجماعة على السلوك الانفعالي لأفرادها مثل قواعد التعبير عن المشاعر، وأي المشاعر هي الأفضل حتى نشعر بها. وتضبط أعراف الجماعة نوع المشاعر التي سوف تظهر (أو على الأقل يجب أن تظهر) في مواقف معينة وفقًا لمصلحة الجماعة الفضلى وأهدافها. كما تساعد الأعراف في تمييز المشاعر، بين ما الذي يشعر به الفرد حقًا، وبين المشاعر التي عبر عنها، وما الذي ظهر منهم في الموقف الحالي. ولهذا المنظور آثاره العملية التي أوضحها الباحثون. وبالتالي، فإننا نستخلص من هذه الزاوية أن الجماعة تساعد في تخفيف حدة الانفعالات وضبطها.

### القوة الملزمة
يؤكد منظور آخر على أهمية الانجذاب العاطفي
في سياق الجماعة. فتحدد الانفعال الجماعي بأنه رغبة الأفراد في أن يكونوا معًا، وترى أن العلاقات العاطفية نوع من أنواع الغراء الذي يربط الجماعات بعضها ببعض ويؤثر على تماسك الجماعة والتزامها بمهامها. يؤكد هذا المنظور على مشاعر الإعجاب الإيجابية بأفراد الجماعة الآخرين، والإعجاب بمهمتهم المكلفين بها.

### المؤشر
يدرس منظور الجماعة ككل التطور الديناميكي للجماعة، من نشأتها وحتى تفككها. وبمرور الوقت تتغير علاقات الجماعة فيما بينها واعتماد أفرادها أحدهم على الآخر. وتحدث هذه التغيرات مصحوبة بعمليات انفعالية تشكل نتائج الجماعة. فعلى سبيل المثال، تتميز نقطة الوسط في تطور جماعة بالقلق والترقب حول قدرة الفريق على أن يحقق أهدافه، وهو ما يدفع الفريق إلى إعادة هيكلة أنماط تفاعله بعد المرور بنقطة الوسط. وإذا تمكنت الجماعة من كبت هذه المشاعر وتجاوز أزمتها بشكل أقوى، فإن فرصها لتحقيق أهداف الجماعة تصبح أعلى. وفي حالات أخرى، تهدد المشاعر السلبية تجاه أعضاء الجماعة أو تجاه المهمة وجود الجماعة. يدرس هذا المنظور التغيرات الوقتية للمشاعر التي تحكم الجماعة.

## أسفل أعلى
خلافًا للنهج السابق، يعرض هذا النهج الانفعال على مستوى الجماعة بوصفه مجموع التركيبات العاطفية للأفراد. وهذه التركيبات العاطفية هي السمات الانفعالية التي يقدمها كل فرد إلى الجماعة، مثل: التأثيرات المزاجية، والمزاج، والانفعالات الحادة، والذكاء العاطفي، والعاطفة (التقييمات العاطفية للجماعة). يساعد نهج التركيب العاطفي للفريق على فهم انفعالات الجماعة وأصولها، وكيف تجتمع الميول العاطفية لأفراد الجماعة حتى تصبح كيانًا واحدًا مشتركًا. وللجمع بين هذه الخصائص الفردية، يمكن للمرء تبني العديد من وجهات النظر:

### متوسط المزاج
أظهرت الأبحاث أنه عن طريق قياس متوسط التأثيرات المزاجية لأعضاء الجماعة من الممكن التنبؤ بسلوكها مثل معدل الغياب والسلوك الاجتماعي. وكذلك، فعندما يكون متوسط مزاج العاملين إيجابيًا، يؤثر ذلك على أداء الفريق بإيجابية.

### التباين الانفعالي
من المتوقع أن تتصرف الجماعات المتجانسة عاطفيًا بطريقة تختلف عن الجماعات المتغايرة. ومع هذا فليس هناك رأي قاطع بخصوص أفضلية الجماعات المتجانسة عن المتغايرة. لصالح التجانس العاطفي يأتي مفهوم أن الألفة والتشابه تولد مشاعر الإعجاب، والراحة والانفعالات الإيجابية، وهو ما يؤدي إلى أفضل أداء وأفضل نتيجة للجماعة. ومنذ زمن وجد أن الناس يفضلون أن يكونوا ضمن جماعة تشبههم في العديد من الجوانب. ومن الممكن أن تجد دعمًا للتأثيرات الإيجابية للتجانس في دراسة بحثت التجانس في المشاعر الإيجابية للمديرين وتأثير ذلك على العديد من جوانب الأداء مثل الرضا، والتعاون، والعائد المادي على المؤسسة.
وعلى الجانب المقابل، فوفقًا للنظرية القائلة إن الاحتكاك بين الأضداد أكثر فائدة، فقد تؤدي التغايرية العاطفية إلى ضوابط وموازين انفعالية أكثر من الممكن أن تؤدي بدورها إلى أداء أفضل للفريق. وهو ما ثبت صحته خاصة في الجماعات التي يصبح الإبداع فيها ضروريًا لإكمال المهام كما ينبغي. ومن الممكن أن يساعد الانسجام على التفكير الجماعي ويعرقل الأداء. وعلى الرغم من ذلك، فمن الضروري لأفراد الجماعة في الجماعات التي تتميز بالتغايرية أن يتقبل كل منهم قيام الآخر بدوره العاطفي ويسمح له بذلك.

### المتطرفون عاطفيًا
حتى إذا كان هناك عضو واحد في جماعة متوسطة يتميز بتأثيره السلبي المتطرف (أو الإيجابي)، فإن هذا الشخص قد يؤثر على الحالة العاطفية لأعضاء الجماعة الآخرين، وهو ما يؤدي إلى أن تصبح الجماعة أكثر سلبية (أو إيجابية) مما هو متوقع من حساب متوسط التأثيرات المزاجية. ويحدث هذا التغير في المزاج عن طريق العدوى الانفعالية، والتي «يصاب فيها أحد الأفراد بالعدوى» من انفعالات شخص آخر، بالإضافة إلى غيرها من العمليات. ومن المهم أن ننتبه «للمتطرفين عاطفيًا» فتفاحة واحدة فاسدة قد تفسد السلة بأكملها.

## الجمع بين المناهج
من الممكن جمع المناهج السابقة بطريقة تمكنهم من الحفاظ على علاقات متبادلة. فعلى سبيل المثال، يقدم الأعضاء حالات عاطفية مزاجية وأعراف ليعبروا عنها للفريق. ومن ثم فإن هذه المكونات بمثابة عوامل محددة لتكوين أعراف الجماعة، والتي قد تؤدي بدورها إلى تغير الأمزجة، والمشاعر، وطريقة تعبير الأفراد عنها. وبالتالي، من الممكن جمع النهجين أعلى أسفل وأسفل أعلى بالإضافة إلى التكون الديناميكي ودورة حياة الفرق.

## التعريف الإمبريالي
عقدت إحدى الدراسات مقارنة بين تقارير أعضاء الفريق الخاصة بالملاحظين الخارجيين. فأظهرت أن عاطفة الفريق وانفعالاته كانت ممكنة الملاحظة واتفق عليها الملاحظون الخارجيون بالإضافة إلى أعضاء الفريق الذين يتعاملون وجهًا لوجه. لذلك، فمن الممكن تحديد الميل العاطفي العام للجماعة بجمع التقارير الذاتية لأعضاء الجماعة، بالإضافة إلى رؤيتها من الخارج والبحث عن الإشارات الانفعالية، اللفظية وغير اللفظية.

## التأثير على انفعالات الجماعة
تشير الدراسات إلى أن قائد الفريق يؤدي دورًا مهمًا في تحديد أمزجة أعضاء فريقه. أي أن أعضاء الفريق يكونون أكثر سلبية إذا كان قائدهم في حالة عاطفية سلبية مقارنة بأعضاء الفريق الذي يتمتع قائدهم بمزاج إيجابي.
ومع ذلك، فإن أي عضو من أعضاء الجماعة قد يؤثر على انفعالات الأعضاء الآخرين. وقد يحدث ذللك إما عن طريق العدوى ضمنيًا، أو تلقائيًا، أو عاطفيًا أو عن طريق التأثير العاطفي الواضح، والمتعمد من أجل تعزيز مصالحه.
ومن العوامل الأخرى التي تؤثر على تشكيل الحالة الانفعالية للجماعة، التاريخ الانفعالي، وأعراف التعبير عن المشاعر والقواعد التنظيمية الأوسع فيما يتعلق بالمشاعر.

## التأثير على الأداء
تؤثر الحالة الانفعالية للمجموعة على أداء الفريق ونتائجه. فعلى سبيل المثال، تبدو الجماعة التي تتمتع بمزاج إيجابي في تنسيق أكبر يجمع بين أعضائها، على الرغم من أن الجهد الذي تبذله يكون في بعض الأحيان ليس بمستوى الجهد الذي تبذله الجماعة ذات المزاج السلبي. ومن الأدوار الأخرى التي تؤديها المشاعر في ديناميكيات الجماعة وأدائها هي العلاقة بين الجماعة-أعضائها والمهام-النزعات والعلاقة-النزاعات. ومن المفترض أن تكون النزاعات المرتبطة بالمهمة مفيدة لتحقيق الهدف، إذا لم تؤد نزاعات المهمة إلى نزاعات في العلاقة بين أعضاء الفريق، وفي هذه الحالة يتعرض الأداء للإعاقة. أما السمات التي تفصل المهمة من نزاعات العلاقة فهي سمات انفعالية مثل الذكاء العاطفي، والروابط العلائقية داخل الجماعة، وقواعد الحد من الانفعالية السلبية أو منعها. وبالتالي يكون لجوانب عاطفة المجموعة تأثير على النتائج.
ومن النتائج الأخرى لزيادة المزاج الإيجابي أنها قد تؤدي إلى تعاون أكبر ونزاعات أقل. فضلاً عن المفاهيم المرتفعة لأداء المهمة.

## المنظور التطوري-النفسي
وفقًا للنهج التطوري النفسي، تعمل عاطفة الجماعة على مساعدة التواصل بين أعضاء الجماعة. فتخبر الحالة العاطفية للجماعة أعضاءها عن عوامل في البيئة. فإذا كان الجميع في مزاج سيئ مثلاً فمن الضروري تغيير الظروف، أو ربما العمل بجهد أكبر لتحقيق الهدف وتحسين هذه الظروف. كما أن العاطفة المشتركة في الجماعات تنسق نشاط الجماعة عن طريق تعزيز روابط الجماعة وولائها.

## النافذة الانفعالية
تعرف النافذة الانفعالية بأنها القدرة أو المهارة التي تساعد على فهم سمات انفعالات الجماعة. تتضمن الأمثلة على سمات انفعالات الجماعة مستوى تنوع الانفعالات بين أعضائها (أي التنوع العاطفي)، ونسبة المشاعر الإيجابية أو السلبية، والمشاعر الشكلية (أي الأكثر شيوعًا) الحاضرة في الجماعة. عرف التعبير «النافذة الانفعالية» للمرة الأولى عالم النفس الاجتماعي، جيفري سانشيز بوركس والمنظر التنظيمي، كوي هوي. وكما في ضبط فتحة الكاميرا لزيادة عمق المجال، تتضمن النافذة الانفعالية ضبط عمق مجال الفرد للتركيز ليس فقط على انفعالات شخص واحد ولكن أيضًا على انفعالات الآخرين في المجال البصري. الفرق بين الانفعالات على مستوى الفرد في مقابل الانفعالات على مستوى الجماعة تعتمد على الفرق بين المنظور التحليلي والشمولي.